# Jacob Penner
Pour les articles homonymes, voir Plante (homonymie).
Jacob Penner (12 août 1880 - 28 août 1965) est un politicien socialiste international populaire au Canada. Un des membres fondateurs du Parti social démocratique du Canada et du Parti communiste du Canada, Penner est élu au conseil municipal de Winnipeg en 1933. Il restera à ce poste jusqu'en 1962, devenant le plus ancien membre élu du conseil municipal communiste en Amérique du Nord.
Pendant la Seconde Guerre mondiale, Penner deviendra le premier communiste canadien interné pour des raisons de sécurité politique. Il sera incarcéré de juin 1940 jusqu'à ce qu’il soit libéré en juillet 1942.

## Biographie

### Ses premières années
Jacob Penner nait le 12 aout 1880 à Ekaterinoslav (aujourd'hui Dnipropetrovsk ), en Ukraine, qui faisait alors partie de l'Empire russe, dans une famille mennonite germanophone. Consterné par la pauvreté de la paysannerie sous le régime tsariste, Penner devient socialiste révolutionnaire à un âge précoce – activité politique qui le force à émigrer au Canada en 1904.
À son arrivée au Canada, Penner travaille pendant un certain temps dans les vergers de la Colombie-Britannique. Il déménage ensuite vers l’est à Winnipeg, au Manitoba, dans les Prairies, en 1906, où il travaille en tant que commis et designer floral dans une entreprise de fleuriste. C’est là qu’il rencontre sa future épouse, Rose Shapack, une immigrante juive russe, en 1906, lors d’un discours prononcé par Emma Goldman au Winnipeg Radical Club. Le couple se marie en 1912.
Penner continue à travailler comme fleuriste jusqu'en 1917. Il occupera ensuite un poste de comptable pour la Workers' and Farmers' Cooperative Company in Winnipeg (Compagnie coopérative des travailleurs et des agriculteurs de Winnipeg), qu’il gardera jusqu'au début des années 1930.
D'allégeance marxiste, il aide à fonder le Parti social démocratique du Canada et s’oppose à la conscription pendant la crise de la conscription de 1917. Penner milite au sein du mouvement canadien One Big Union (OBU), et sera l’un des organisateurs de la grève générale de Winnipeg en 1919.

### Premières campagnes électorales
En 1921, il participa à la fondation du Parti communiste du Canada et devient l’organisateur du Parti dans l’Ouest. Cet automne-là, il se présente comme candidat de l’Alliance des travailleurs, le « parti politique légal » associé au Parti communiste clandestin à l’époque pour la Chambre des communes du Canada à Winnipeg-Nord.

Ayant peu d’espoir de remporter les élections, Penner se sert de cette campagne pour plaider en faveur de la révolution mondiale, n’hésitant pas à déclarer son allégeance à l'Internationale communiste et en appelant au renversement du capitalisme. Il mentionne dans une déclaration électorale qu’il publie au cours de la campagne fédérale de 1921 que : 
 « La révolution communiste ne peut triompher qu’en tant que révolution mondiale... Dans les années 1917, 1918, 1919, toutes les puissances cherchent à renverser la Russie soviétique; en 1919, elles étranglent la Hongrie soviétique... L’existence de la dictature du prolétariat est constamment en danger si les travailleurs des autres pays ne se rallient pas pour la soutenir... La solidarité internationale du prolétariat n’est pas simplement un jouet ou une belle phrase pour les ouvriers, mais un besoin essentiel, sans quoi la cause de la classe ouvrière est vouée à la destruction.» 
 Pendant la campagne électorale de 1921, Penner obtient un total de 565 votes dans la circonscription urbaine de Winnipeg-Nord, perdant ses élections.
Il se présente également comme candidat communiste aux élections provinciales manitobaines de 1927, ne recueillant que 2 015 voix au premier décompte dans un autre effort perdu.

### Membre communiste du conseil municipal
Penner se présente pour la première fois à des élections municipales pour la ville de Winnipeg en 1931, lorsqu'il est choisi comme candidat communiste à la mairie de Winnipeg. Il remporte 3 954 voix sur 52 572 (7,5 %), terminant quatrième dans une course à cinq candidats.
Il se présente à nouveau aux élections annuelles de 1932. Lors de sa deuxième campagne électorale au poste de maire de Winnipeg, Penner obtient 3 495 votes sur 49 387 bulletins de vote (7,1 %), terminant au dernier rang dans une course à quatre personnes.
En 1933, après que Leslie Morris, membre du Comité central du Parti communiste, ait été rayé du scrutin pour un motif d’ordre juridique, Penner est retenu comme candidat communiste au conseil municipal de Winnipeg. Aux élections de novembre 1933, il devance tous les candidats du Nord de la ville et remporte l’élection, occupant son siège le 2 janvier 1934. Il sera régulièrement réélu à titre de conseiller municipal de Winnipeg, poste qu’il occupera jusqu'en 1962. Penner devient ainsi le conseiller communiste élu le plus ancien en Amérique du Nord.
Penner est très populaire auprès de ses électeurs dans le quartier pauvre du nord de la ville et obtient l’appui de tous les partis. Il est un des premiers défenseurs pour un salaire minimum et pour une assurance-chômage, et utilise sa position politique pour faire campagne en faveur de ces réformes.
En plus de servir en politique municipale, Penner se portera également candidat à un poste électoral supérieur à au moins deux reprises, il se présentera à nouveau aux élections de l’Assemblée législative provinciale de 1932, ne recueillant que 1 106 voix dans un effort perdu, et aux élections manitobaines de 1958, où il obtiendra 588 votes dans la circonscription de St. Johns.
Lorsqu'il prend sa retraite en 1962, son collègue communiste Joseph Zuken est élu pour lui succéder au conseil municipal de Winnipeg. Zuken servira jusque dans les années 1980.

### Internement en temps de guerre
Pendant la Seconde Guerre mondiale, Penner est le premier communiste canadien interné pour des raisons de sécurité, arrêté le 11 juin 1940 en vertu de l’article 21 du Règlement concernant la défense du Canada. Cela permet au ministre de la Justice, en l’occurrence Ernest Lapointe, d’ordonner l’arrestation et la détention d’individus jugés dangereux pour la sécurité publique en tant que prisonniers de guerre. Penner commençait tout juste son troisième mandat comme membre élu au Conseil municipal de Winnipeg au moment de son arrestation.
Arrêté en compagnie de John Naviziwsky (Navis) comme « communistes actifs et dangereux », Penner a été interné dans un camp de prisonniers politiques situé à Kananaskis, en Alberta, à l’extérieur de Calgary. Les deux hommes ont été détenus au camp d’internement de Kananaskis avec plusieurs centaines d’Allemands soupçonnés de sympathie nazie.
Penner est alors démis de ses fonctions au conseil municipal de Winnipeg, à la suite de son incarcération dans un camp de concentration, pour être remplacé seulement lors d’une élection par l’ancien membre communiste du conseil municipal de la ville de Winnipeg, Martin « Joe » Forkin, qui s’est présenté par nécessité comme « indépendant ».
Après l’entrée des Soviétiques dans la guerre aux côtés de l’Empire britannique, de la France et des États-Unis à l’été de 1941, l’incarcération de Penner devient une cause célèbre, et des politiciens de Winnipeg de tous les horizons politiques réclament son pardon, jusqu'à la libération de Penner en juillet 1942. Après sa libération, Penner se joint à ses associés du Parti communiste pour plaider publiquement en faveur de l’ouverture immédiate d’un second front en Europe afin d’alléger la pression militaire exercée sur l’Union soviétique, qui se battait pour sa survie à la suite de l'opération Barbarossa de l’Allemagne nazie.

### Mort et postérité
Penner décède le 28 aout 1965. Il était âgé de 85 ans au moment de sa mort.
Un de ses fils, Roland Penner, s’est joint au Nouveau Parti démocratique du Manitoba et a été procureur général de la province dans les années 1980. Un autre fils, Norman Penner, est devenu professeur à l'Université York et historien du radicalisme canadien.

## Hommage
Le parc Notre-Dame à Winnipeg devient le parc Jacob Penner, renommé en l’honneur de l’ancien conseiller municipal le 25 aout 2000. Une plaque commémorative a été placée dans le coin nord-ouest du parc que l'on peut lire comme suit : « Jacob Penner, conseiller municipal de 1934 à 1962. Il s’est consacré aux gens de la ville qu’il aimait tant. ».

## Ouvrages
- «First Campaign Statement», Winnipeg Tribune, vol. 32, n° 286 (2 décembre 1921), p. 16.
- «Second Campaign Statement», Winnipeg Tribune, vol. 32, n° 287 (3 décembre 1921), p. 9.
- The Crisis in Municipal Government Toronto: Progress Books, 1960.